# Simply Amazing
Simply Amazing è un singolo del cantante statunitense Trey Songz, pubblicato nel 2012 ed estratto dall'album Chapter V.

## Il brano
Simply Amazing è stata scritta da Songz assieme a Najja McDwell, e prodotta da Troy Taylor e C4. Il brano differisce dal classico suono R&B dell'artista, che nel singolo ha esplorato un suono pop e pop rock guidato da una strumentazione pulsante munita di chitarre.

## Tracce
- Download digitale

1. Simply Amazing – 4:01

## Classifiche
| Classifica (2012) | Posizione massima |
| ----------------- | ----------------- |
| Irlanda           | 60                |
| Giappone          | 70                |
| Regno Unito       | 8                 |
| Stati Uniti       | 103               |